# Rigveda
Rigveda (sanskrt ऋग्वेद ṛgveda ṛc - hvalnica, verz + veda - znanje) je starodavna indijska sveta zbirka hvalnic v vedskem sanskrtu, posvečenih bogovom (deve). Uvrščajo jo med štiri kanonska sveta besedila (šruti) hinduizma, poznana kot Vede. Rigvedo cenijo hindujci po vsem svetu. Njene verze recitirajo med molitvami, verskimi funkcijami ter med drugimi posebnimi priložnostmi, zaradi česar jo štejejo med najstarejša verska besedila, ki so še vedno v uporabi.
Rigveda je eno najstarejših besedil v indoevropski jezikovni skupini. Filološki in jezikoslovni dokazi nakazujejo, da je Rigveda nastala okrog leta 1700-1100 pr. n. št. v Sapta Sindhu (deželi sedmih velikih rek), pokrajini blizu današnjega Pandžaba. Prisotna je izrazita kulturna podobnost z zgodnjo iransko Avesto, ki izvira iz časa protoindoiranskega jezika, pogosto povezanega z zgodnjo andronovsko kulturo iz 2000 pr. n. št.

## Besedilo
Preživela oblika Rigvede izhaja iz železne dobe (približno 9. do 7. stoletje pr. n. št.) tako kot ostale vede, ki so se pojavile nekaj stoletij po prvih himnah. Ta izdaja vsebuje pravorečne spremembe vedskega sanskrta, kot na primer ustalitev sandhija (Oldenberg ta pojav imenuje Orthoepische Diaskeuase).
Urejeno besedilo je, kot pri ostalih vedah, prehajalo iz roda v rod v dveh različicah: Padapatha, kjer je vsaka beseda izolirana v obliki pausa in jo uporabljajo za učenje na pamet; Samhitapatha besede združuje po pravilih sandhija (postopek je opisan v Pratisakhji), besedilo pa uporabljajo za recitacijo.
Padapatha ter Pratisakhya utrdita točnost in pomen besedila. Urejeno besedilo pa se je ohranilo več kot tisočletje v neokrnjeni obliki le s pomočjo ustnega izročila. Rigvedo so verjetno zapisali šele v obdobju gupta (4. do 6. stoletje n. št.). Najstarejši ohranjeni rokopisi izvirajo iz enajstega stoletja.
Izvirno besedilo (»izvirno« ker se trudi povrniti himne nazaj v obliko, ki so jo zapisali rišiji), rekonstruirano na podlagi metrike, se slogovno nahaja nekje med Padapatho in Samhitapatho, vendar je bližje slednji.

### Urejenost
Besedilo je razdeljeno na deset knjig, imenovanih mandale; knjige so različne starosti in dolžine. »Družinske knjige«: mandale 2-7 so najkrajše in najstarejši del Rigvede. Urejene so po dolžini ter obsegajo 38 % celotnega besedila. Osma in deveta mandala sta sestavljeni iz hvalnic različnih starosti ter obsegata 15 % in 9 % Rigvede. Prva in deseta mandala sta najmlajši in najdaljši knjigi—obsegata 37 % Rigvede.
Vsaka mandala je sestavljena iz himn, ki se imenujejo sūkta (»slavospev«) in so namenjene raznim žrtvenim obredom. Sūkte so še naprej razdeljene na posamezne stance, imenovane ṛc (»hvalnica«), ki se še naprej delijo na verze (pada -- »stopalo«). Vedske metrike, ki se največkrat pojavljajo v ṛcah, so džagati (pada je sestavljena iz 12 zlogov), trištubh (11 zlogov), viradž (10 zlogov), gajatri ali anuštubh (8 zlogov).
Zaradi pedagoške prikladnosti je vsaka mandala umetno razdeljena na približno enake enote več sūkt, imenovane anuvāka (»recitacija«), kar sodobni založniki pogosto izpustijo. Spet druga shema celotno besedilo desetih mandal razdeli na aṣṭaka (»osem«), adhyāya (»poglavje«) in varga (»razred«). Nekateri založniki objavijo obe klasifikaciji v eni sami izdaji.
Najbolj pogost sistem številčenja je po knjigi, himni in stanci (ter padi a, b, c ..., če je potrebno). Na primer, prva pada je
- 1.1.1a agním īḷe puróhitaṃ »Agnija, visokega svečenika, častim«

zadnja pada pa je
- 10.191.4d yáthāḥ vaḥ súsahā́sati »za tvojo bit v dobri družbi«

### Revizije
Preživeli sta dve glavni šakhi (»veji« oz. šoli ali reviziji), Śākala in Bāṣkala, ki sta v bistvu identični.
Revizija Śākala vsebuje 1017 običajnih hvalnic ter dodatek 11 vālakhilj slavospevov, ki so dandanes običajno vključeni v osmo mandalo (kot 8.49–8.59). Celotna revizija tako znaša 1028 hvalnic. Bāṣkala revizija, med običajnimi hvalnicami, vsebuje 8 vālakhilja himen, kar skupaj znaša 1025 običajnih himen śākhe. Vrh tega ima revizija Bāṣkala svoj dodatek 98 himen, imenovanih Khilani. Aitareja-Brahmana in Kaušitaka-Brahmana sta povezani z revizijami Śākala ter Bāṣkala.
Vseh 1028 himen Rigvede iz Aufrechtove izdaje (1877) vsebuje 10522 ṛc ali 39831 pad. Šatapatha Brahmana navaja, da se v Rigvedi nahaja 432000 zlogov, medtem ko ima metrično besedilo van Nootena in Hollanda (1994) 395563 zlogov (ali povprečno 9,93 zlogov na pado). Zaradi težav s sandhijem štetje zlogov ni enostavno opravilo.

### Rišiji
Tradicija vsako Rigvedo pripisuje enemu rišiju (skladatelj / sestavljalec). Večina sūkt ima samo enega avtorja. »Družinske knjige« (2-7) se imenujejo tako, ker je himne v knjigi prispevalo več članov iste družine. Obstaja deset glavnih družin rišijev, ki so skupaj prispevali več kot 95 % ṛc Rigvede. Vsaka ṛca je povezana z āprī himno posamezne družine; āprī je posebna strogo oblikovana sūkta, ki se jo uporablja za žrtvovanje živali v soma obredu.
| Družina    | Āprī  | Ṛca                      |
| ---------- | ----- | ------------------------ |
| Angiras    | I.142 | 3619 (posebej mandala 6) |
| Kanva      | I.13  | 1315 (posebej mandala 8) |
| Vasištha   | VII.2 | 1276 (mandala 7)         |
| Višvamitra | III.4 | 983 (mandala 3)          |
| Atri       | V.5   | 885 (mandala 5)          |
| Bhrgu      | X.110 | 473                      |
| Kašjapa    | IX.5  | 415 (del mandale 9)      |
| Grtsamada  | II.3  | 401 (mandala 2)          |
| Agastya    | I.188 | 316                      |
| Bharata    | X.70  | 170                      |

## Vsebina
Rigvedske himne so posvečene raznim božanstvom izmed katerih so glavna: Indra, herojski bog, ki je pokončal svojega sovražnika Vrtro; Agni, žrtveni ogenj; Soma, sveti napoj ali rastlina iz katere je narejen. Drugi izraziti bogovi so še Mitra-Varuna in Ušas (jutranja zarja). V besedilih se pojavljajo tudi himne božanstvom kot so Savitr, Višnu, Rudra, Pušan, Brihaspati, Brahmanaspati, pa tudi pobožanstveni naravni pojavi: Djaus Pita (nebo), Prithivi (zemlja), Surja (sonce), Vaju (veter), Ap (vode), Pardžanja (dež), Vac (beseda), mnoge reke (še posebej Sapta Sindhu in Sarasvati). Ašvini, Maruti, Aditji, Rbhui in Višvadeve so skupine božanstev, ki se tudi nahajajo v Rigvedi.
Himne omenjajo tudi razna manj pomembna božanstva, osebe, ideje, pojave in predmete ter se bežno sklicujejo na verjetne zgodovinske dogodke, še posebej bitke med zgodnjimi vedskimi ljudstvi (znanimi kot vedski arijci) in njihovimi sovražniki, Dasa.
- mandalo 1 sestavlja 191 himen. Himna 1.1 je naslovljena na Agnija, njegovo ime pa je prva beseda Rigvede. Preostale hvalnice se večinoma nanašajo na Agnija in Indro. Himne od 1154 do 1156 so naslovljene na Višnuja.
- mandala 2 vsebuje 43 himen, večinoma posvečenih Agniju in Indri. Njen avtor je pretežno riši Gṛtsamda Śaunohotra.
- mandalo 3 sestavlja 62 himen, večinoma posvečenih Agniju in Indri. Verz 3.62.10 je za hinduizem izjemno pomemben, saj je znan kot Gajatri mantra. Večji del besedila je napisal Viśvāmitra Gāthinaḥ.
- mandalo 4 sestavlja 58 hvalnic; večinoma so posvečene Agniju in Indri. Avtor te knjige je Vāmadeva Gautama.
- mandala 5 vsebuje 87 hvalnic; večinoma so posvečene Agniju in Indri, Višvadevam, Marutijem, Mitri-Varuni ter Asvinom. Dve himni sta posvečeni Ušasu in Savitrju. Večino besedil te knjige je sestavila družina Atri.
- mandalo 6 sestavlja 75 himen, večinoma posvečenih Agniju in Indri. Avtorji te knjige so člani družine Bārhaspatya, rišija Angirasa.
- mandala 7 vsebuje 104 hvalnic, posvečenih Agniju, Indri, Višvadevam, Marutijem, Mitri-Varuni, Asvinom, Ušam, Indri-Varuni, Varuni, Vaju, Sarasvati, Višnuju in drugim. Avtor večine hvalnic je Vasiṣṭha Maitravaurṇi.
- mandalo 8 sestavlja 103 himen, posvečenih raznim bogovom. Himne vālakhilja (8.49-8.59) so apokrifne. Večino besedila je napisala družina Kāṇva.
- mandalo 9 sestavlja 114 hvalnic, v celoti posvečenih Soma Pavamani, svetemu napoju vedske religije.
- mandala 10 je sestavljena iz 191 himen, posvečenih Agniju in drugim bogovom. Vsebuje Nadistuti sukto, ki poveličuje reke ter je pomembna za rekonstrukcijo geografije vedske civilizacije, in Puruša sukto, ki je pomembna v hindujski tradiciji. V knjigi se nahaja tudi Nasadija sukta (10129), ki se ukvarja s stvarjenjem. Cenijo jo predvsem v zahodni Indiji.

## Datiranje in zgodovinski okvir
Rigveda je veliko starejša kot katero koli drugo indoarijsko besedilo. Zaradi tega razloga je bila center pozornosti zahodnih učenjakov že od časa Maxa Müllerja dalje. Rigveda je zabeležila zgodnje stopnje vedske religije. Obstaja mnogo podobnosti z zgodnjeiransko Avesto, ki izvira iz protoindoiranskih časov, ki so povezani z andronovsko kulturo iz približno 2000 pr. n. št. Jedro Rigvede izvira iz pozne bronaste dobe in je edini primer literature iz te dobe z neprekinjeno tradicijo. Sestavljena je bila približno med 1700-1100 pr. n. št. V sledečih stoletjih je bilo besedilo podvrženo raznim revizijam in standardizaciji (samhitapatha, padapatha). Redakcija je bila končana okoli 7. stoletja pr. n. št.
Pisava se v Indiji pojavi okrog 5. stoletja pr. n. št. v obliki rokopisa brahmi, vendar so bila tako obsežna besedila kot je Rigveda verjetno zapisana mnogo kasneje; najstarejši preživeli rokopis datira v 11. stoletje. V srednjem veku so rokopise uporabljali predvsem za poučevanje. Besedila so vse do prihoda tiskarstva v 16. stoletju pisali na lubje ali palmove liste, ki so se v tropskem podnebju hitro razkrajali. Himne so se zato od njihovega nastanka pa do redakcije Rigvede celo tisočletje ohranjale s pomočjo ustnega izročila; celotna Rigveda pa se je od časa redakcije do Müllerjeve editio princeps ohranjala v sakhah še 2500 let.
Kot osrednjo filozofijo vedske civilizacije v železni dobi je besedila, po njihovem nastanku, ohranjalo in kodificiralo številno vedsko svečeništvo. Brahma Purana in Vaju Purana navajata nekega Vidagdha kot avtorja Padapathe. Besedilo Rk-pratišakhja pa naj bi napisal avtor Sthavira Šakalja.
Rigveda opisuje mobilno, nomadsko kulturo, ki je uporabljala konjske bojne vozove in bronasto orožje. Geografija v besedilu se sklada s pokrajino Pandžab: reke tečejo iz severa proti jugu, gore so relativno oddaljene, vendar vseeno dosegljive (soma je rastlina, ki jo najdemo v gorah in jo običajno kupujejo od trgovcev ali uvoznikov). Kljub temu so himne nastajale dolgo časa z najstarejšimi elementi, ki segajo vse v čase delitve protoindoiranskega jezika (okoli 2000 pr. n. št.) Ali se hvaljenje vedskih arijcev in Indre o uničenju kamnitih utrdb nanaša na mesta v civilizaciji doline Ind, ali pa sega nazaj, vse do bojev med zgodnjimi indoarijci in BMAC na območju današnjega Afganistana in Turkmenistan, še vedno buri duhove raziskovalcev. Čeprav obstaja velika verjetnost, da je večina rigvedskih himen nastala v Pandžabu, besedila Rigvede nikjer ne omenjajo tigrov ali riža (kot v kasnejših Vedah), kar namiguje, da je vedska kultura prodrla na indijske planjave šele ko je bila Rigveda dokončana. Domnevajo tudi, da besedilo ne omenja železa, čeprav se izraz ajas (kovina) pojavlja v Rigvedi. Železna doba se v indiji začne v 12. stoletju pr. n. št. s črno in rdečo lončarsko kulturo. To je splošno sprejet časovni okvir začetka kodifikacije Rigvede (urejanje zgodnjih metričnih besedil posameznih hvalnic v knjige ter popravljanje samhitapathe (z uporabo sandhija) in padapathe (opustitev sandhija)) in sestavljanja mlajših Ved. Ta čas verjetno sovpada z zgodnjim kraljestvom Kuru, ki je preusmerilo središče vedske kulture vzhodno od Pandžaba, v današnji Utar Pradeš.
Nekatera imena rigvedskih božanstev najdemo tudi v drugih verskih sistemih, ki temeljijo na praindoevropski religiji, uporabljene besede pa si delijo skupne indoevropske korenine z besedami iz drugih indoevropskih jezikov.
N. Kazanas v polemiki proti »teoriji arijske invazije« predlaga datum 3100 pr. n. št., ki temelji na identifikaciji zgodnje rigvedske reke Sarasvati kot Ghaggar-Hakra ter na filoloških argumentih. Njegova polemika nasprotuje večini raziskovalcev, zato je v nasprotju s stališči splošno sprejetega zgodovinskega jezikoslovja in podpira kontroverzno indijsko Urheimat teorijo, ki za dobo poznega protoindoiranskega jezika predlaga leto 3000 pr. n. št. Nekateri pisci, ki svoje teorije temeljijo na astronomskih izračunih, govorijo celo o času 4000 pr. n. št., znanem tudi kot indijski neolitik..
Konj (ašva) in govedo v Rigvedi igrajo pomembno vlogo. Besedilo omenja tudi slona (hastin), kamelo (ustra), vodnega bivola (mahisa), leva (simha), gaurja, pava (majura) in raco čakravako (anas casarca)

## Hindujska tradicija
Sodeč po indijski tradiciji je rigvedske himne zbral Paila pod vodstvom Vjāse, ki je sestavil Rigveda Samhito kot jo poznamo danes. Śatapatha Brāhmana navaja, da Rigvedo sestavlja 432000 zlogov, kar je enako številu muhurt (1 dan = 30 muhurt) v štiridesetih letih. Ta izjava poudarja temeljno filozofijo vedskih knjig, ki pravi, da med astronomsko, fiziološko in duhovno sfero obstaja povezava (bandhu).
Avtorji brāhmanske književnosti so pogosto opisovali in tolmačili rigvedske obrede. Jaska je bil zgodnji tolmač Rigvede. V 14. stoletju pa je Sājana napisal izčrpno razlago Rigvede. Razlage drugih bhāṣij, ki so se ohranile vse do današnjih dni, so napisali Mādhava, Skandasvāmin in Veńkatamādhava.

### Vedantski in hindujski reformatorski nazori
Od 19. in 20. stoletja dalje so nekateri reformatorji, kot sta Svami Dajananda in Sri Aurobindo, poskušali ponovno razložiti vede, da bi se skladale s sodobnimi in ustaljenimi moralnimi ter duhovnimi normami. Vedantsko dojemanje Rigvede sta odmaknila proč od izvirne obredne vsebine in jo približala simbolični ali mistični razlagi. Na primer, žrtvovanje živali nista razumela kot dejanski zakol, ampak kot transcendentne procese.
Vedsko reko Sarasvati—RV 7.95 jo poveličuje kot največjo reko, ki izvira v gorah in se izteka v morje—včasih enačijo z reko Ghaggar-Hakra, ki se je izsušila od 2600 pr. n. št. do 1900 pr. n. št. Drugi menijo, da je bila Sarasvati pravzaprav reka Helmand v Afganistanu. Ta vprašanja se navezujejo na debato o indoarijskih selitvah in na nasprotujočo teorijo, ki zagovarja, da vedska kultura, skupaj z vedskim sanskrtom, izvira iz indske civilizacije. Ta tema, ki sta jo omenjala tudi Amal Kiran in Šrikant G. Talageri, je zelo pomembna v hindujskem nacionalizmu. Subhash Kak trdi, da se v razvrščenosti himen v Rigvedi skriva astronomska koda. Bal Gangadhar Tilak je v svojem delu »The Orion« (1893), ki prav tako temelji na astronomskih poravnavah v Rigvedi, govoril o prisotnosti rigvedske kulture v Indiji v 4. tisočletju pr. n. št. V »Arctic Home in the Vedas« (1903) pa je celo trdil, da arijci izvirajo iz bližine severnega pola ter da so se preselili na jug med ledeno dobo.

## Pomožna besedila

### Rigvedske brahmane
Od brahman, ki so jih zapustile šole Bahvṛca (kot se pristaši Rigvede radi imenujejo), sta se ohranili dve besedili: brahmane Aitarejinov in brahmane Kaušitakinov. Aitareja-brahmana in Kaušitaki- (ali Sankhajana-) brahmana temeljita na enaki tradicionalni razlagalni tematiki. Opazno pa se razlikujeta po ureditvi te tematike in v samem slogu tolmačenja. Izjema so le številne legende, skupne obema, v katerih je neskladnost manjša. Obe besedili vsebujeta tudi nekaj svojske snovi. Kaušitaka je slogovno veliko bolj jedrnata ter bolj sistematična po ureditvi, po čemer lahko sklepamo, da je mlajša od Aitareje. Kaušitaki sestavlja trideset poglavij (adhjaja), Aitareja pa jih ima štirideset, razdeljenih v osem knjig, vsaka pa ima pet poglavij (pančaka). Zadnjih deset adhjaj slednje knjige so očitno dodali kasneje, čeprav so bila verjetno del Aitareje že v času Paninija (ca. 5. stoletje pr. n. št.) -- če je res, da se ena izmed njegovih slovničnih suter, ki ureja oblikovanje imen brahman, nanaša na ti dve deli. V tem zadnjem delu se nahaja tudi dobro znana pripoved (zapisana tudi v Šankhajana-sutri) o Šunahšepi in njegovem očetu, ki sina proda in ponudi, da ga ubije. Recital te legende je bil sestavni del ustoličenja novih kraljev. Aitareja se skoraj izključno ukvarja s soma žrtvovanje, Kaušitaka pa v prvih šestih poglavjih obravnava več vrst havirjagnje ali daritev riža, mleka, ghija itd., nakar sledii soma žrtvovanje. Poglavja od 7 do 10 opisujejo izvajanje tega obreda, poglavja od 11 do 30 pa vsebujejo recitacije (šastra) hotarja. Sajana v svojem komentarju tega dela avtorstvo Aitareje pripisuje modrecu Mahidasi Aitareji (»sin Itare«), ki je drugod znan kot filozof. Zdi se verjetno, da je ta oseba uredila brahmano in ustanovila šolo aitarejinov. O avtorstvu teh dveh sorodnih del nimamo podatkov, razen tega, da mnenje modreca Kaušitakija pogosto velja za avtoritativno in na splošno v nasprotju z mnenjem Paingje in konkurenčne šole painginov. Zato je najbolj verjetna dejanska slika to, kar neki rokopis imenuje »brahmana Sankhajane, (napisana) v skladu z nazori Kaušitakija«.

### Rigvedske aranjake
Obe brahmani vsebujeta še prilogo, imenovano »gozdna knjiga« (aranjaka). Aitarejaranjaka ni povsem enotno besedilo. Sestavljeno je iz petih knjig (aranjaka), izmed katerih so prva ter zadnji dve liturgične narave in obravnavajo obred mahavrata ali veliko zaprisego. Zadnja knjiga je nedvomno kasnejšega izvora, hindujski strokovnjaki jo pripisujejo Šaunaki ali Ašvalajani. Druga in tretja knjiga sta popolnoma teoretični, slog pa se sklada z Bahvrca-brahmana-upanishado. Zadnja štiri poglavja druge knjige se običajno imenujejo Aitarejopanišad, njihov avtor pa naj bi bil—kot pri brahmani (in pri prvi knjigi) -- Mahidasa Aitareja. Tretja knjiga se imenuje tudi Samhita-upanishad. Kaušitaki-aranjaka je sestavljena iz petnajstih adhjaj. Prvi dve ter sedma in osma se ujemajo s prvo, tretjo in peto knjigo Aitarejaranjake, medtem ko štiri adhjaje, vstavljene mednje, predstavljajo izjemno zanimivo besedilo Kaušitaki (brahmana-) upanišad. Ostali deli (9.15) Aranjake obravnavajo vitalne vetrove, notranjo agnihotro itd. in se končajo z vamšo ali nasledstvom učiteljev.

## Rokopisi
Na Bhandarkarjevem orientalskem raziskovalnem inštitutu je zbranih 30 rokopisov Rigvede, ki so jih v 19. stoletju zbrali Georg Bühler, Franz Kielhorn in drugi. Izvirajo iz različnih delov Indije, tudi iz Kašmirja, Gudžarata, Radžastana, srednje Indije itd. V 19. stoletju so jih prinesli v Univerzo Deccan. Napisani so na brezovo lubje ali na papir v pisavi šarada in v devanagariju. Najstarejši rokopis izvira iz leta 1464.
Od teh 30 rokopisov jih 9 vsebuje besedilo samhita, 5 pa jih ima še padapatho. 13 rokopisov je opremljenih s Sajanovo razlago. V vsaj petih rokopisih (rokopisi št. 1/A1879-80, 1/A1881-82, 331/1883-84 in 5/Viś I) je ohranjeno celotno besedilo Rigvede. Rokopis št. 5/1875-76, napisan na brezovo lubje v šaradi, je uporabil Max Müller v svoji izdaji Rigvede s Sajanovo razlago.
Max Müller je uporabil 24 rokopisov medtem ko jih je punska izdaja uporabila vsaj pet ducatov, vendar uredniki slednje izdaje niso uspeli dobiti mnogih rokopisov, ki jih je uporabil Max Müller in bombajska izdaja, kot tudi nekateri drugi viri. Zato mora skupno število obstoječih rokopisov šteti vsaj osemdeset besedil.

## Izdaje
- prva izdaja: Friedrich Max Müller, The Hymns of the Rigveda, with Sayana's commentary, London, 1849-75, 6 vol., 2. izd. 4 vol., Oxford, 1890-92.
- Theodor Aufrecht, 2. izd., Bonn, 1877.
- Sāyanachārya (commentary) (1933–1946),  Sontakke, N. S.; Rājvade, V. K. (ur.), Rgveda-Samhitā: Śrimat-Sāyanāchārya virachita-bhāṣya-sametā (prva izd.), Puna: Vaidika Samśodhana Maṇḍala
- B. van Nooten in G. Holland, Rig Veda, a metrically restored text,  Oddelek za sanskrtske in indijske študije, Harvardska Univerza, Harvard University Press, Cambridge, Massachusetts in London, Anglija, 1994.

## Prevodi
Prvi objavljeni prevod katerega koli dela Rigvede v zahodnjaški jezik je pripravil Friedrich August Rosen, in sicer v latinščini (Rigvedae specimen, London 1830). Prevod je starejši od Müllerjeve prve izdaje, zato se je Rosen opiral na rokopis, ki ga je iz Indije prinesel Colebrooke.
H. H. Wilson je bil prvi, ki je Rigvedo v celoti prevedel v angleščino. Svoje delo je objavil v šestih knjigah, v obdobju med 1850-88. Wilsonova različica je temeljila na razlagi Sājaṇe. Leta 1977 je Wilsonovo izdaja razširil Nag Sharan Singh (Nag Publishers, Delhi, 2. izd. 1990).
Leta 1889 je Ralph T.H. Griffith svoj prevod objavil pod naslovom The Hymns of the Rig Veda (London, 1889)
Nemško izdajo je napisal Karl Friedrich Geldner: Der Rig-Veda: aus dem Sanskrit ins Deutsche Übersetzt, Harvard Oriental Studies, vol. 33–37 (Cambridge, Mass.: 1951-7).
Geldnerjev prevod je še do dandanes filološko najbolje oblikovan. V letih 1989−1999 pa je Tatyana Yakovlena Elizarenkova sestavljala ruski prevod (izdala ga je založba Nauka), ki je temeljil na Geldnerjevi izdaji.
Ravi Prakash Arya in K. L. Joshi sta leta 2001 objavila popravljeno izdajo Wilsonovega prevoda. Popravljena izdaja je posodobila Wilsonovo arhaično angleščino in jo nadomestila s sodobnejšim jezikom. Poleg angleškega prevoda je knjiga opremljena tudi z izvirnim besedilom v sanskrtu, v pisavi devanagari.
Leta 2004 so Združene države Amerike, pod okriljem agencije National Endowment for the Humanities, finančno podprle Joela Breretona in Stephanie W. Jamison, da pripravita nov izviren prevod Rigvede, ki naj bi ga izdala založba Oxford University Press.
Obstajajo tudi številni delni prevodi v druge jezike. Opaznejši primerki so:
- angleščina: A. A. Macdonell. Hymns from the Rigveda (Calcutta, London, 1922); A Vedic Reader for Students (Oxford, 1917).
- francoščina: A. Langlois, Paris 1948-51  ISBN 2-7200-1029-4
- madžarščina: Laszlo Forizs, Rigvéda - Teremtéshimnuszok (Creation Hymns of the Rig-Veda), Budapest, 1995 ISBN 963-85349-1-5 Hymns of the Rig-Veda

Wendy Doniger O'Flaherty je objavila sodoben izbor besedil, skupaj s prevodom 108 hvalnic in opombami. Bibliografija prevodov Rigvede se v tej izdaji pojavi kot dodatno poglavje.
Michael Witzel in Toshifumi Goto sta leta 2007 predstavila nov nemški prevod (ISBN 978-3-458-70001-2 / ISBN 978-3-458-70001-3) 1. in 2. knjige.